# 宽萼角盘兰
宽萼角盘兰（学名：Herminium souliei），为兰科角盘兰属下的一个植物种。